# Mr. Bean
Mr. Bean és una sèrie humorística de la televisió britànica protagonitzada per Rowan Atkinson en el paper de Mr. Bean. El primer episodi va ser emès l'1 de gener de 1990 per la ITV (Independent Television) britànica i la sèrie va seguir en antena fins al 31 d'octubre de 1995. Durant els cinc anys, la sèrie va anar captant seguidors i augmentant la seva audiència fins a arribar a una quota de 18 milions d'espectadors durant l'episodi The Trouble with Mr. Bean el 1992. A més, va rebre un nombre important de premis internacionals, entre els quals cal destacar la Rose d'Or ("Rosa d'Or"). El xou va ser exportat a més de 200 llocs arreu del món i va donar lloc a dues pel·lícules i una sèrie de dibuixos animats. Ha estat doblada al català.
La personalitat de Mr. Bean ratlla l'estupidesa absurda, encara que només és "un nen atrapat en el cos d'un adult", amb un cinisme i un humor molt elegant, definitivament anglès, a més de molt agradable, divertit i fins i tot ingenu i malvat algunes vegades. Mr. Bean representa els moments ximples que viu qualsevol persona comuna a la seva vida diària, on la Llei de Murphy preval. Viu en el seu petit apartament al nord de Londres (Anglaterra) amb el seu osset de peluix Teddy i el seu automòbil Austin Mini de color verd llima i negre amb cadenats a les portes. Mr. Bean parla molt poques vegades i quan ho fa és sempre amb poques paraules o divertits grunyits. Té una xicota "normal" (Irma Gobb) que, malgrat la banalitat de Bean, l'adora i l'odia a la vegada. El nom de pila de Mr. Bean i la seva professió no van ser mai esmentats ni per ell ni pels seus creadors. L'humor de la comèdia ve en gran part de les originals i excèntriques solucions que Mr. Bean troba per resoldre els seus problemes i la seva indiferència total per a solucionar-ne altres.
El 1997 es va estrenar "Bean", el primer film de Mr. Bean, dirigit per Mel Smith. El 2002 es va crear una sèrie animada en la qual Rowan Atkinson prestava la seva veu a Mr. Bean. També hi havia altres personatges extrets de la sèrie original: la seva xicota, Teddy (el seu estimat osset) i Mrs. Wicket. A principis del 2007 es va estrenar Mr. Bean's Holiday ("Les vacances de Mr. Bean").

## Personatges

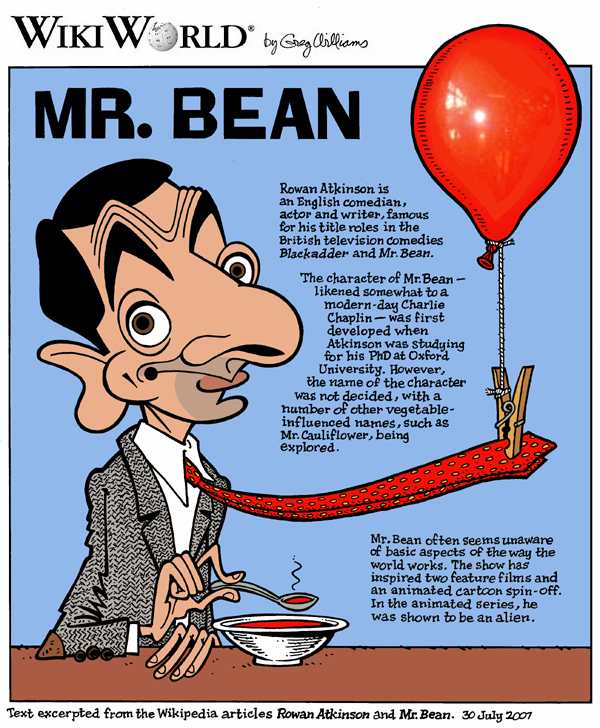

### Mr.Bean
El personatge principal, interpretat per Rowan Atkinson, és un bufó maldestre però simpàtic que viu sol en el seu petit apartament a Highbury, al nord de Londres. Gairebé sempre va vestit amb la jaqueta de tweed de marca i una corbata vermella prima. També sòl portar un rellotge calculadora digital que mira sempre de no perdre. Mr. Bean no parla, i quan ho fa, en general, diu només algunes paraules entre dents i en veu baixa i en to còmic. El seu primer nom (es diu a si mateix "Bean") i la seva professió, si s'escau, mai s'esmenten. En la primera adaptació cinematogràfica, al seu passaport posa Mr. ("el senyor") a la posició on hauria de posar el nom, i treballa com a vigilant a la National Gallery de Londres. A Les vacances de Mr. Bean sovint sembla no adonar-se dels aspectes bàsics del funcionament del món, i la sèrie mostra els seus intents de fer el que normalment es considerarien tasques simples, com ara anar a la piscina, utilitzar un aparell de televisió, decorar la casa o anar a l'església. L'humor en gran part prové de les seves originals (i moltes vegades absurdes) solucions als problemes i el seu total menyspreu pels altres a l'hora de resoldre'ls, la seva mesquinesa i ocasional malvolença.
A la capçalera de cada episodi (a partir del segon), Mr. Bean cau del cel en un feix de llum, acompanyat per un cor que canta Ecce homo qui est faba ("Heus aquí l'home que és una mongeta"). Aquestes seqüències d'obertura eren inicialment en blanc i negre (als episodis 2 i 3). Els episodis posteriors mostren Mr. Bean caient del cel nocturn en un carrer desert de Londres, als voltants de la catedral de St. Paul, suggerint un vessant extraterrestre de Mr. Bean. Als episodis 3 i 6 es mostra també com és succionat de tornada cap al cel a les escenes finals respectives (escena del negre a l'episodi 3 i escena del carrer a l'episodi 6). Atkinson ha reconegut que, per a ell, Bean "té un aspecte una mica extraterrestre". A la sèrie animada puja a una nau espacial en què els alienígenes tenen el seu mateix aspecte, però el retornen a la Terra sense deixar clar si és extraterrestre o no.

### Teddy
Teddy és l'osset de peluix de Mr. Bean, potser el seu millor amic. És un os de peluix folgat, de color cafè i amb ulls fets amb botons. Tot i que Teddy és inanimat, Mr. Bean sovint fingeix que és viu, com per exemple quan Mr Bean hipnotitza Teddy i li fa caure el cap enrere com si s'hagués adormit a l'instant. Mr. Bean es comporta com si l'os fos real, comprant-li un regal per Nadal o mirant de no despertar-lo els matins. L'os sòl estar al corrent dels plans de Mr. Bean i viu força aventures: es doblega com un drap, fa de brotxa de pintura en cas d'emergència, és decapitat (Mr. Bean a l'habitació 426) i encongit a la rentadora (Tee Off, Mr. Bean). També fa de mascota per a participar en una exhibició de mascotes.
El peluix que es va utilitzar a les gravacions és al parabrises de la rèplica del Mini de Mr. Bean que hi ha exposat al National Motor Museum.

### Irma Gobb
La xicota de Mr. Bean, interpretada per Matilda Ziegler, apareix en diversos episodis. És tímida, atabalada i espantadissa. En alguns capítols Mr. Bean l'espanta i fins i tot l'insulta, però ella sap refer-se'n perquè l'estima, encara que Mr. Bean no ho demostri preferint els seus regals als seus afectes. No obstant això, ell es posa gelós quan ella balla amb un altre home, com per exemple en una discoteca a Mr. Bean va a la ciutat, i certament espera que sigui al seu costat el dia de Nadal a Bon Nadal, Mr. Bean. El personatge també surt més endavant a la sèrie animada. El llibre Mr. Bean's Diary (1993) afirma que Mr. Bean la va conèixer en una biblioteca local.

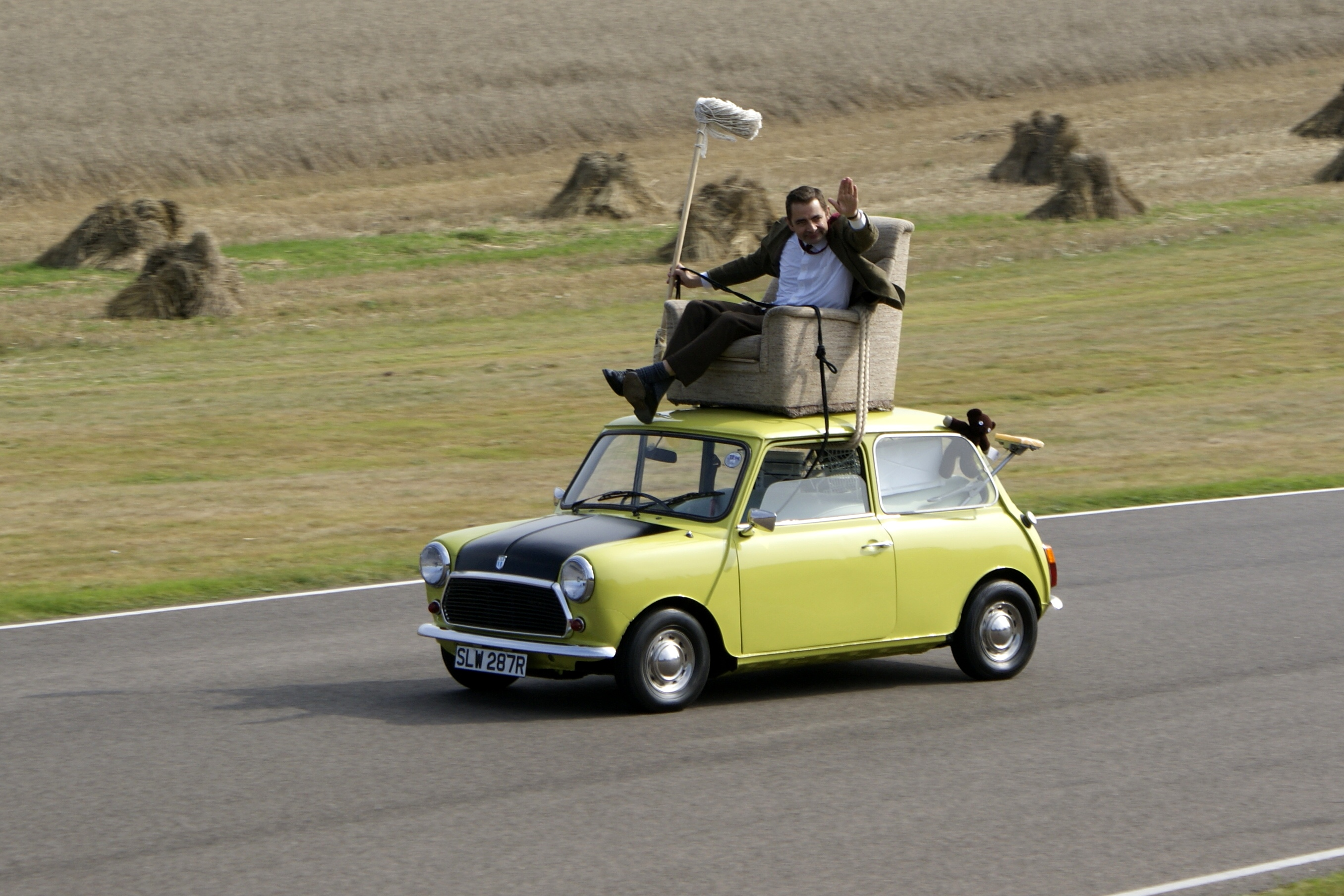
Mr. Bean damunt del seu cotxe al Circuit de Goodwood

### El cotxe de Mr.Bean
És un British Leyland Mini 1000 de 1976. Ha sortit en diferents capítols i hi ha estat testimoni de moltes situacions còmiques, com ara Mr. Bean vestint-s'hi o rentant-s'hi les dents mentre el condueix, conduint-lo assegut en una butaca lligada al sostre, etc. Als primers capítols era un BMC Mini MK II de color taronja, però aquest va quedar destrossat en un accident fora de pantalla al final del primer episodi. A partir de llavors el cotxe fou un model de 1976, de color verd llimona i el capó negre. Va fer la seva primera aparició a La maledicció de Mr. Bean. A part de les aventures que viu, el cotxe també és un xic especial: per exemple, el sistema de seguretat de les portes és un cadenat, i el volant es pot treure i així evitar que el robin. El Mini reapareix a la sèrie de dibuixos animats.
Després de la sèrie el Mini va ser utilitzat en diversos esdeveniments. El 1997 el comprà el Cars of the Stars Motor Museum. Se n'exposa una rèplica al National Motor Museum.

### Altres personatges i aparicions destacades
- Hubert i Rupert: Els amics de Mr. Bean apareixen com a convidats a la festa de cap d'any a l'episodi Do-It-Yourself, Mr. Bean (encara que avancen el seu rellotge i fugen de la festa abans d'hora).

- Home del parc: És un home que descansa al parc, assegut al mateix banc que Mr. Bean, i que l'observa estranyat mentre aquest es prepara l'entrepà d'una forma peculiar. Angus Deayton, l'actor britànic que l'encarna, va treballar amb Atkinson a Rowan Atkinson live i també va interpretar altres papers a Mr. Bean.
- Isabel II d'Anglaterra: La reina d'Anglaterra visita una recepció on l'esperen diversos convidats per a saludar-la, entre ells Mr. Bean. Bean assaja la forma de saludar a la Reina, encara que els resultats finals no són els esperats.
- Nens: Apareixen en el capítol nadalenc en què Mr. Bean els obre la porta i observa com canten. Quan acaben fa intent de portar una caixa de bombons com a obsequi, però els tanca la porta davant dels nassos.
- Dentista: apareix en el capítol en què té a Mr. Bean de pacient. A causa de la por, Bean l'adorm injectant-li l'anestèsia i s'opera ell mateix.
- Robin Driscoll apareix en molts episodis com a diversos personatges. Diversos actors i comediants britànics notables surten al costat d'Atkinson, incloent-hi Richard Briers, Angus Deayton, Nick Hancock, Paul Bown, Caroline Quentin, Danny La Rue, Roger Lloyd-Pack, David Schneider i Richard Wilson.

## Episodis
La sèrie consta de 14 capítols i inclou un especial dedicat a les festes de Nadal.

## Producció i difusió
El programa va ser produït per Tiger Television (més tard anomenada Tiger Aspect), per Thames Television des de 1990 fins a 1992, i més tard per Central des de 1993 a 1995. En lloc de mostrar-se com una sèrie, cada episodi de Mr. Bean es va produir de forma individual a la xarxa d'ITV al Regne Unit al llarg de sis anys. Després de la seva emissió original es va emetre diverses vegades a PBS i canals per satèl·lit, com ara Telemundo als EUA, el CBC al Canadà, Nickelodeon, Comedy Central i ITV3 extra al Regne Unit, Disney Channel a Àsia. Televisió de Catalunya va emetre per primer cop la sèrie a partir del 31 de desembre de 1990, amb el primer episodi Mr. Bean, Qui dies passa, anys empeny, i s'ha reemès nombroses vegades.

## Música
Mr. Bean té una melodia coral escrita per Howard Goodall i interpretada pel Cor de la Catedral de Southwark (més tard Christ Church Cathedral, Oxford). Les cançons cantades durant les seqüències de títols són en llatí:
- Ecce homo qui est faba - "Vet aquí l'home que és una mongeta" (cantat al principi).
- Finis partis primae - "Fi de la primera part" (cantat abans de la pausa publicitària)
- Pars secunda - "Segona part" (cantat després de la pausa publicitària)
- Vale homo qui est faba - "Adéu, home que és una mongeta" (cantat al final)

El tema va ser editat més tard a l'àlbum Choral works (Obres corals), de Goodall. Goodall també va escriure la pista de música d'acompanyament de molts episodis. En el primer episodi de Mr. Bean no apareixia la melodia coral sinó una peça instrumental up-beat, també composta per Howard Goodall, que era més un tema provisional que una sintonia. El 1991 Mr. Bean apareix en un vídeo musical realitzat per a la fundació benèfica Comic Relief. Mr. Bean també va aparèixer el 1997 al vídeo musical del single Picture of you de Boyzone, cancó que surt a la banda sonora de la primera pel·lícula de Bean. El 1992 Mr. Bean va fer un altre enregistrament benèfic per a Comic Relief, (I Want To Be) Elected ("Vull ser escollit"), una versió d'una cançó d'Alice Cooper, amb la qual va arribar al número 9 de la taula de singles del Regne Unit.

## Premis
El primer episodi va guanyar la Rosa d'Or a Montreux, així com dos premis importants més al Festival Rose d'Or, a Montreux.
Al Regne Unit, l'episodi La maledicció de Mr. Bean va ser nominat per a diversos premis BAFTA, "Millor Programa d'Entreteniment" el 1991, "Millor Comèdia" (programa o sèrie) el 1991, i Atkinson va ser nominat tres vegades a la "Millor Interpretació d'Entreteniment" el 1991, el 1992 i el 1994.

## Spin-offs

### Bean(pel·lícula)
El 1997 es va estrenar la versió cinematogràfica Bean (també coneguda com a Bean: l'últim en cinema catastròfic), dirigida per Mel Smith. Aquesta trencava amb la tradició del programa en utilitzar un argument secundari amb més personatges desenvolupats. En lloc de ser l'únic centre d'atenció, aquí Mr. Bean interactua amb una família suburbana de Califòrnia amb la que s'allotja mentre supervisa el trasllat de la pintura La mare de Whistler a una galeria d'art de Los Angeles. La pel·lícula va recaptar més de 250 milions de dòlars a tot el món, amb un pressupost estimat en 22 milions de dòlars. 

### Les vacances de Mr.Bean (pel·lícula)
El març de 2005 es va anunciar una segona pel·lícula de Bean, Mr. Bean's Holiday, en què Atkinson tornava al paper principal. La pel·lícula va passar per diversos canvis de nom durant el seu desenvolupament. El rodatge va començar el 15 de maig de 2006 i la postproducció va començar l'octubre de 2006. Es va estrenar al Regne Unit el 30 de març de 2007. El 17 de juliol de 2007 la premiere a Amèrica del Nord es va fer a Montreal (Quebec, Canadà), al festival Just For Laughs, la plataforma de llançament del personatge de Mr. Bean 20 anys enrere. La pel·lícula es va estrenar als EUA el 24 d'agost de 2007.
La pel·lícula segueix el personatge en un viatge ple de peripècies a través de França per a passar unes vacances a la Riviera francesa. Després d'una sèrie de desgràcies culmina amb una projecció no programada del seu vídeo-diari al Festival de Cinema de Cannes. Va ser dirigida per Steve Bendelack i, segons Atkinson, va ser probablement l'última aparició del personatge.

### La sèrie de dibuixos animats
Mr. Bean va renéixer el 2002 en una sèrie de dibuixos animats amb poc diàleg. La sèrie, que constava de 26 episodis (amb dues parts cadascun), va ampliar el nombre de personatges amb la desagradable Mrs. Wicket (propietària del pis) i el seu gat Scrapper. Durant els anys 2002-2003 es van fer dues temporades de la sèrie animada de Mr. Bean en la qual cada episodi incloïa dos capítols. També es va posar a la venda una col·lecció de DVD amb 8 capítols de 10 minuts cadascun. En tres volums es recullen 24 episodis i s'hi afegeixen extres i un videojoc. La sèrie s'estrenà a Espanya el 2003, i va ser molt reeixida.

### Cerimònia d'obertura dels Jocs Olímpics de Londres 2012
El personatge de Bean, interpretat per Atkinson, toca una sola nota en un sintetitzador durant la interpretació de Chariots of Fire durant la cerimònia d'obertura dels Jocs Olímpics de Londres 2012.

## Mr.Bean a la cultura popular
Algunes figures públiques han estat comparades amb el personatge, en general en to despectiu.
- Tony Blair, el llavors Primer Ministre del Regne Unit, va ser identificat per Homer Simpson com a "Mr. Bean" quan el seu personatge animat saluda els Simpson en arribar al Regne Unit en un episodi del programa del mateix nom, suposadament demostrant la visió estereotipada dels britànics per part dels nord-americans.
- Arthur Batchelor, un dels captius de la Royal Navy retinguts per l'Iran durant la crisi iraniana de 2007, va declarar que alguns dels seus captors es burlaven d'ell anomenant-lo "Mr. Bean".
- L'àrbitre de la lliga australiana de rugby Sean Hampstead és anomenat sovint com "Mr. Bean" pel comentarista de ràdio i televisió australiana Ray Warren com a resultat de la seva semblança.
- El 2007, Vincent Cable, líder del Partit Liberal Demòcrata, va descriure la recent davallada del primer ministre britànic Gordon Brown com una "notable transformació en les últimes setmanes de Stalin a Mr. Bean".
- L'anterior president del govern espanyol, José Luis Rodríguez Zapatero, va ser també motiu de burla al seu propi país per la seva semblança facial a Mr. Bean. Un hacker va trobar una vulnerabilitat de "cross-site scripting" al lloc web oficial d'Espanya durant la seva presidència de la Unió Europea i va fer circular un enllaç que mostrava el personatge a la pàgina principal del lloc web.[1] També es va comparar satíricament Zapatero amb Mr. Bean quan es parlava de polítiques presumptament desencertades del seu govern.
- Alguns dels acudits visuals de la sèrie han estat utilitzats com experiments a la sèrie Caçadors de Mites de Discovery Channel. A l'episodi 52, Mind control, la idea de pintar una habitació amb un grapat d'explosius (focs artificials o altres) posats dins d'una llauna de pintura, com en l'episodi Do-It-Yourself, Mr. Bean, es va posar a prova i que es va considerar impossible, ja que no es va aconseguir la cobertura adequada.